# Премия Торриани
Премия Торриани или Приз Торриани (англ. Torriani Award) ежегодно присуждается Международной федерацией хоккея с шайбой (ИИХФ) хоккеисту с «выдающейся карьерой из страны, не принадлежащей к ведущим хоккейным державам». Премия была учреждена в 2015 году и вручается в ходе ежегодной церемонии введения в Зал славы ИИХФ на чемпионате мира по хоккею. Премия носит имя Биби Торриани, который играл на международном уровне за мужскую сборную Швейцарии. Обладатели премии Торриани также вводятся в Зал славы ИИХФ, но в отдельном качестве.
При первом присуждении премии президент ИИХФ Рене Фазель сказал: «Мы хотели создать трофей, который награждает игроков за выдающуюся международную карьеру независимо от того, где они играли. В наши дни, когда зачастую одни и те же люди играют в НХЛ и на международном уровне, мы уверены, что очень многие игроки высшего уровня заслуживают награды. В то же время мы должны быть уверены, что не обошли признанием игроков, которые, возможно, не выигрывали медали Олимпийских игр и чемпионатов мира, но у которых тем не менее была выдающаяся карьера. Поэтому мы учредили Премию Торриани, и Лючио Топатиг — очень достойный первый лауреат».

## Обладатели
| Год       | Обладатель          | Страна         |
| --------- | ------------------- | -------------- |
| 2015      | Лючио Топатиг       | Италия         |
| 2016      | Габор Очкай         | Венгрия        |
| 2017      | Тони Хэнд           | Великобритания |
| 2018      | Йеспер Дамгор       | Дания          |
| 2019      | Константин Михайлов | Болгария       |
| 2020/2022 | Рон Бертелинг       | Нидерланды     |
| 2023      | Виктор Селиг        | Венгрия        |
| 2024      | Дезидериу Варга     | Румыния        |
| 2025      | Лешек Лашкевич      | Польша         |

## Комментарии
1. ↑  Вручение награды во время Чемпионата мира по хоккею с шайбой 2020 года было отложено до Чемпионата мира по хоккею с шайбой 2022 года из-за пандемии COVID-19. Бертелинг получил награду во время введения в Зал славы ИИХФ 2020/2022 гг..[8]